# Hubert von Grashey

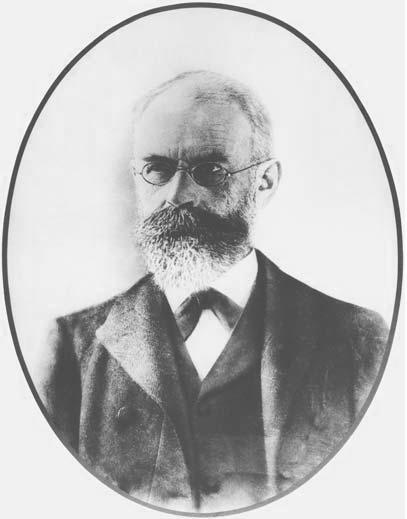
Hubert von Grashey, um 1900

Hubert Grashey, ab 1899 Hubert (Ritter) von Grashey (* 31. Oktober 1839 in Grönenbach; † 24. August 1914 in München), war ein deutscher Psychiater und Hochschullehrer.

## Leben
Hubert Grashey kam in Grönenbach (heute Bad Grönenbach) im Allgäu zur Welt. Sein Vater war bayerischer Landrichter. Nach dem Besuch des Gymnasiums in Augsburg und dem Medizinstudium in Würzburg (1859–1865) schloss er sowohl die Fakultätsprüfung als auch das Staatsexamen mit „sehr gut“ ab, verbrachte ein halbes Jahr als Assistenzarzt in der Würzburger Kinderklinik und arbeitete anschließend bis 1867 am Würzburger Juliusspital in der psychiatrischen Abteilung als Assistent von Franz von Rinecker. Am Juliusspital war er insgesamt von 1865 bis 1869 Assistenzarzt. In Würzburg wurde er 1866 mit seiner Arbeit Die Choleraepidemie im Juliusspitale zu Würzburg, die das Spital in diesem Jahr getroffen hatte, promoviert. Es folgte zur Weiterbildung zum „Irrenarzt“ eine sechsjährige Assistenzarztzeit in der Kreisirrenanstalt in Werneck, die ersten zwei Jahre unter der Leitung Bernhard von Guddens (1824–1886), mit dessen ältester Tochter Anna Maria Cornelia Franziska (1857–1915) er verheiratet war. Im Jahr 1873 wurde Grashey, nachdem er 1870 im Rahmen einer Studienreise die großen Berliner und Wiener psychiatrischen Kliniken kennengelernt hatte, zum Direktor der niederbayerischen Landesirrenanstalt Deggendorf ernannt.
Im Jahr 1884 wurde Grashey, vorgeschlagen von Johannes Wislicenus und bestellt am 8. Mai 1884, Nachfolger von Franz von Rinecker zum ordentlichen Professor der Psychiatrie und Leiter der Irrenklinik (das heißt als Vorstand der Psychiatrischen Klinik und psychiatrischer Oberarzt, dem auch die Betreuung der Epileptiker oblag) des Juliusspitals in Würzburg, wo er bis 1886 wirkte, bevor Konrad Rieger, ebenfalls ein Schüler Rineckers, 1887 seine Nachfolge dort antrat. Von 1885 bis 1887 gehörte Grashey auch dem Administrationsrat des Juliusspitals an. Im Jahr 1887 wurde er zum Mitglied der Leopoldina gewählt.
Zusammen mit seinem Schwiegervater Bernhard von Gudden war Grashey einer der Mitverfasser des am 8. Juni 1886 erstatteten umstrittenen Gutachtens über den Geisteszustand König Ludwigs II. von Bayern mit dem Befund einer nicht mehr vorhandenen Regierungsfähigkeit und eines Berichts für den Bayerischen Landtag über die Ereignisse in Berg. Nach dem gewaltsamen Tod seines Schwiegervaters (gemeinsam mit König Ludwig II.) nahe Schloss Berg am Starnberger See übernahm er dessen Münchner Lehrstuhl für Psychiatrie und die Leitung der oberbayerischen Kreis-Irrenanstalt. Ebenfalls in Nachfolge seines Schwiegervaters wurde Grashey am 1. Januar 1887 Leiter des ärztlichen Dienstes beim geisteskranken König Otto im Schloss Fürstenried. Zu seinen Mitarbeitern an der Kreisirrenanstalt und als Betreuer von König Otto I. gehörte der mit ihm befreundete Psychiater Otto Snell. Zu den Assistenzärzten der Kreisirrenanstalt, die von Grashey zur Betreuung von Köng Otto I. eingesetzt wurden, gehörten außerdem Otto Ernst, Karl Ranke (1861–1951) und Hugo Heinzelmann (1862–1894).
Ein Jahr nach der Absetzung von König Ludwig II. von Bayern war Grashey Mitte 1887 maßgeblich daran beteiligt, die ehemalige Verlobte des Königs, die Herzogin Sophie Charlotte von Alençon, gegen ihren Willen in ein Sanatorium einzuweisen. Die Herzogin hatte sich scheiden lassen wollen, um einen Arzt aus dem Bürgertum zu heiraten. Ihre Familie griff daraufhin zu dem Mittel, die Herzogin für geisteskrank erklären zu lassen. Um die entsprechende Diagnose zu erhalten, hatte man verschiedene Psychiater hinzugezogen, darunter auch Grashey.
Grasheys Wirken als Irrenarzt und Psychiatrieprofessor endete im November 1896, als er als Obermedizinalrat in das Innenministerium wechselte und damit an die Spitze der bayerischen Medizinalverwaltung trat. Im Jahr 1899 erhielt er den persönlichen Adel, 1901 wurde er Mitglied des Reichsgesundheitsrats und 1905 bekam er den Titel Geheimer Rat. 1909 trat Hubert Grashey in den Ruhestand. Er starb 1914 in München.
Sein Sohn war der Arzt und Radiologe Rudolf Grashey (1876–1950).

## Schriften (Auswahl)
- Die Cholera-Epidemie im Juliusspitale zu Würzburg. In: Würzburger Medicinische Zeitung. 7, 1866, S. 135–167.
  - Die Cholera-Epidemie im Juliusspitale zu Würzburg: August – October 1866. Stahel, Würzburg 1867. Zugleich Medizinische Dissertation Würzburg 1867.
- Die Wellenbewegung elastischer Röhren und der Arterienpuls des Menschen sphygmographisch untersucht. Leipzig 1881.
- Über die Blutbewegung im Schädel. In: Allgemeine Zeitschrift für Psychiatrie. Band 41, 1885, S. 707–710.
- Denkschrift über die Universitätskliniken im Juliusspital in Würzburg. In: Verhandlungen des Landtages. Beilage 649, 1901/1902.